# Nokia Lumia 1520

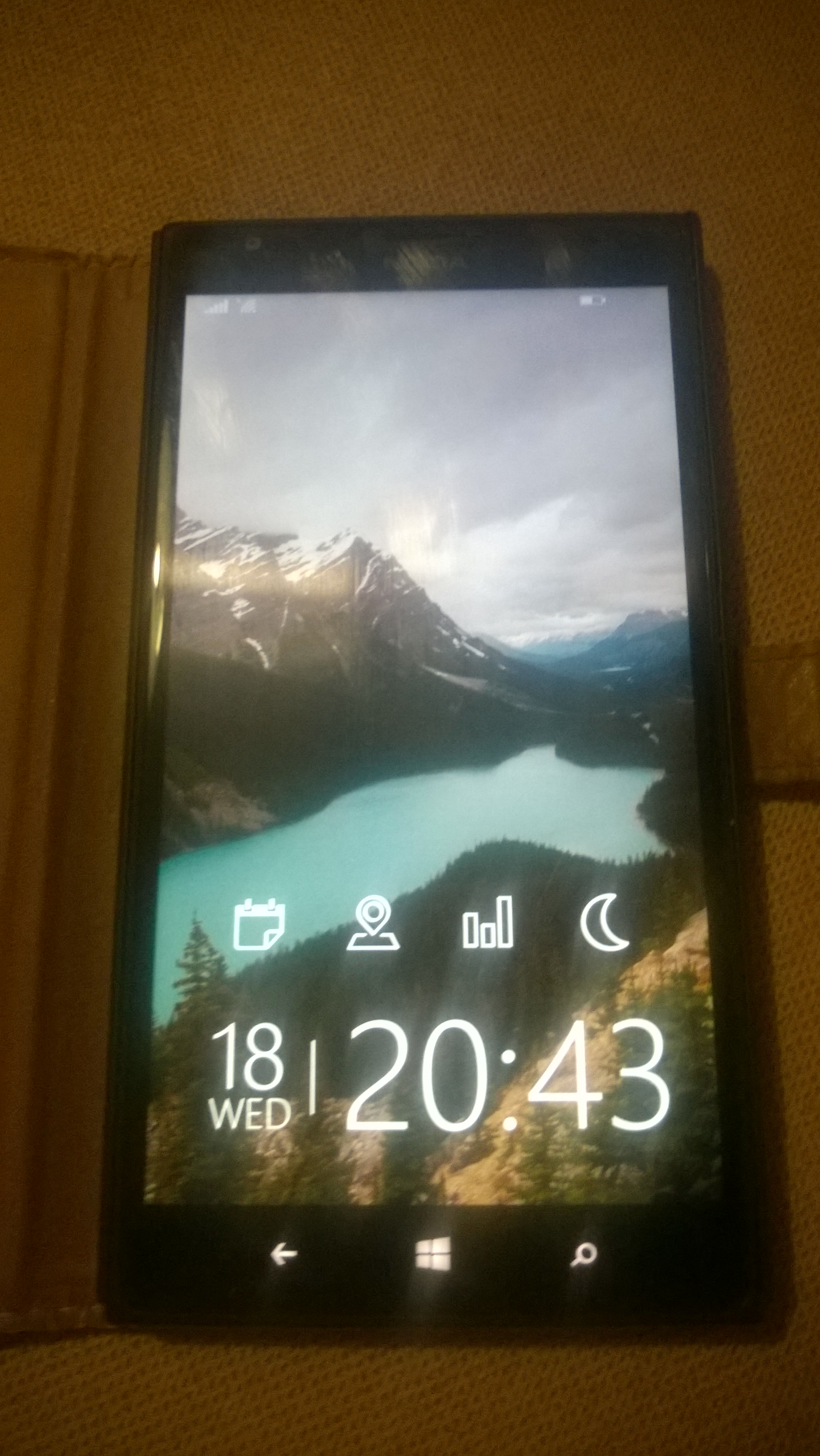
Zamykací obrazovka Nokia Lumia 1520

Nokia Lumia 1520 je smartphone navržen a vyráběn společností Nokia. S displayem o úhlopříčce 6 palců (15 cm) je to dosud největší mobilní telefon, společně s modelem Lumia 1320, se systémem Windows Phone. Lumia 1520 byla představena 22. října 2013 na konferenci Nokia World.

## Dostupnost
V České republice je Lumii 1520 možno zakoupit u několika internetových prodejců nebo přímo v obchodech společnosti Nokia.
| Popis           | Specifikace                                                                          |
| --------------- | ------------------------------------------------------------------------------------ |
| Displej         | IPS LCD, multidotykový, 6", rozlišení 1080 × 1920, 367 ppi                           |
| Hmotnost        | 209 g                                                                                |
| Rozměry         | 160 × 84 × 8.4 mm                                                                    |
| Procesor        | 2,2 GHz, Qualcomm Snapdragon 800, čtyřjádrový                                        |
| Úložiště        | 32 GB integrované, rozšiřitelnost MicroSD kartou                                     |
| Paměť RAM       | 2 GB                                                                                 |
| Konektivita     | LTE, Wi-Fi 802.11 (a/b/g/n), Micro-USB 3.0, Bluetooth 4.0, NFC, audio konektor       |
| Fotoaparát      | Zadní: 20 MPx PureView Přední: 1.2 MPx                                               |
| Baterie         | 3400 mAh vestavěná                                                                   |
| Operační systém | Windows Phone 8                                                                      |
| Další výbava    | A-GPS, pohybové senzory, digitální kompas, senzor okolního světla, senzor přiblížení |